# ایسر هلدکات
ایسر هلدکات (انگلیسی: Acer Nethercott; ۲۸ نوامبر ۱۹۷۷ – ۲۶ ژانویهٔ ۲۰۱۳) ورزشکار روئینگ اهل بریتانیا بود.
وی در مسابقات کشوری و بین‌المللی در مجموع برندهٔ ۱ مدال نقره، ۱ مدال برنز شده‌است.